# Lost Creek, Texas
Lost Creek är en ort i Travis County i delstaten Texas, USA.